# Villa rustica 1 (Kay)
Die Villa rustica 1 auf der Gemarkung von Kay, einem Gemeindeteil von Tittmoning im oberbayerischen Landkreis Traunstein, wurde 1837 und 1846 aufgedeckt. Die Villa rustica der römischen Kaiserzeit liegt circa einen Kilometer nordwestlich der Kirche St. Martin und ist ein geschütztes Bodendenkmal mit der Aktennummer D-1-7942-0056.
Es wurden im 19. Jahrhundert mehrere Gebäudekomplexe gefunden und 1964 untersuchte das Bayerische Landesamt für Denkmalpflege das Außenfundament eines Wirtschaftsgebäudes. Bei den Ausgrabungen im Jahr 1993 auf einem 6600 Quadratmeter großen Grundstück wurden die gut erhaltenen Fundamente und Reste eines mehrphasigen Steingebäudes untersucht. Die letzte Phase bestand aus zwei gegenüberliegenden Raumreihen mit je sechs Räumen, die einseitig mit Portikus ausgestattet einen Hof einfassten. 
Südlich davon war ein kleineres, ebenfalls mehrräumiges, Gebäude angesetzt. An der Ostseite schloss sich ein Wirtschaftshof mit Öfen an.